# Alto Alegre dos Parecis
Alto Alegre dos Parecis es un municipio brasileño del estado de Rondônia. Se localiza a una latitud 12º07'40" sur y a una longitud 61º51'03" oeste, estando a una altitud de 405 metros. Su población estimada en 2010 era de 29.826 habitantes.
Posee un área de 3.959 km².